# Liste von Ultraleichtfluggeländen in Deutschland
Die Liste von Ultraleichtfluggeländen in Deutschland enthält eine Übersicht der Ultraleichtfluggelände, die in der von der DFS herausgegebenen ICAO-Karte Deutschland eingezeichnet sind. Sie stellt somit keine vollständige Liste aller in Deutschland genehmigten Ultraleichtfluggelände dar, sondern listet nur diejenigen auf, welche die Relevanzkriterien für Flugplätze erfüllen.

## Erklärung
- Name: Name des Ultraleichtfluggeländes laut ICAO-Karte Deutschland.
- Ort: Ort des Ultraleichtfluggeländes.
- Bundesland: Bundesland, in dem das Ultraleichtfluggelände liegt.
- Höhe (m): Höhe des Ultraleichtfluggeländes über dem Meeresspiegel in Metern.
- Richtung: Magnetische Ausrichtung(en) der Start- und Landebahnen des Ultraleichtfluggeländes in durch zehn geteilten und kaufmännisch gerundeten Graden. Sie wird mit zwei Zahlen gekennzeichnet, je eine für die beiden Richtungen. Ist die Bahn beispielsweise nach Osten (90 Grad) ausgerichtet, so weist sie die Zahl 09 auf, die Gegenrichtung (270 Grad) die Zahl 27. Die Kennzeichnung lautet 09/27. Beide Zahlen unterscheiden sich jeweils um den Wert 18, entsprechend 180 Grad.
- Bahn (m): Länge und Breite der Start- und Landebahn in Metern. Einige Ultraleichtfluggelände für Luftsportgeräte, die zu sehr kurzen Starts oder Landungen fähig sind (beispielsweise Motorschirme oder Motorschirmtrikes), haben nur eine kreisförmige Start- und Landefläche. In diesem Fall wird in der Spalte Richtung die Richtung der Start- und Landefläche mit n. a. aufgeführt und in der Spalte Bahn (m) ihr Durchmesser angegeben und zusätzlich mit ⌀ gekennzeichnet.
- Lage: Koordinaten des Ultraleichtfluggeländes.

Die Liste verwendet, soweit möglich, die Daten der in den Nachrichten für Luftfahrer veröffentlichten Genehmigungen der Ultraleichtfluggelände. Alternativ werden die Daten aus der Flugplatzdatenbank des Deutschen Ultraleichtflugverbands oder die Daten auf der Website des Betreibers verwendet.
Anmerkung: Die Tabelle ist sortierbar: Durch Anklicken der Pfeile eines Spaltenkopfes wird die Liste nach der entsprechenden Spalte sortiert, zweimaliges Anklicken kehrt die Sortierung um.

## Ultraleichtfluggelände
Stand: ICAO-Karte Deutschland 2024.
| Name                      | Ort                    | Bundesland             | Höhe (m) | Richtung          | Bahn (m)              | Lage                         |
| ------------------------- | ---------------------- | ---------------------- | -------- | ----------------- | --------------------- | ---------------------------- |
| Altes Lager               | Altes Lager            | Brandenburg            | 98       | 10/28 10/28 02/20 | 1050×48 450×50 400×50 | 51° 59′ 46″ N, 12° 59′ 2″ O  |
| Altomünster               | Altomünster            | Bayern                 | 490      | 02/20             | 200×10                | 48° 22′ 55″ N, 11° 16′ 23″ O |
| Altstetten                | Erdweg                 | Bayern                 | 489      | 10/28             | 403×15                | 48° 18′ 23″ N, 11° 17′ 7″ O  |
| Antdorf                   | Antdorf                | Bayern                 | 615      | 08/26             | 450×20                | 47° 45′ 36″ N, 11° 18′ 16″ O |
| Arnschwang                | Arnschwang             | Bayern                 | 411      | 05/23             | 400×20                | 49° 16′ 19″ N, 12° 46′ 43″ O |
| Bell-Hundheim             | Hundheim               | Rheinland-Pfalz        | 437      | 04/22             | 400×31                | 50° 1′ 44″ N, 7° 25′ 22″ O   |
| Berg                      | Berg                   | Baden-Württemberg      | 586      | 03/21             | 340×20                | 47° 49′ 49″ N, 9° 32′ 24″ O  |
| Bobzin                    | Bobzin                 | Mecklenburg-Vorpommern | 50       | 10/28             | 600×40                | 53° 29′ 12″ N, 11° 10′ 13″ O |
| Bösingen                  | Bösingen               | Baden-Württemberg      | 690      | 09/27             | 410×20                | 48° 13′ 38″ N, 8° 32′ 4″ O   |
| Brauna                    | Brauna                 | Sachsen                | 179      | 07/25             | 400×30                | 51° 17′ 0″ N, 14° 3′ 30″ O   |
| Bredstedt                 | Bredstedt              | Schleswig-Holstein     | 30       | 01/19             | 420×30                | 54° 37′ 57″ N, 8° 59′ 8″ O   |
| Burgebrach                | Burgebrach             | Bayern                 | 283      | 10/28             | 290×20                | 49° 50′ 22″ N, 10° 46′ 50″ O |
| Bürstadt                  | Bürstadt               | Hessen                 | 88       | 03/21             | 333×20                | 49° 39′ 21″ N, 8° 28′ 28″ O  |
| Colnrade                  | Colnrade               | Niedersachsen          | 40       | 08/26             | 180×15                | 52° 50′ 23″ N, 8° 30′ 5″ O   |
| Crawinkel                 | Crawinkel              | Thüringen              | 473      | 05/23             | 500×30                | 50° 46′ 39″ N, 10° 48′ 54″ O |
| Dankern/Haren             | Haren                  | Niedersachsen          | 15       | 10/28             | 300×10                | 52° 48′ 14″ N, 7° 9′ 37″ O   |
| Dingelstedt               | Dingelstedt am Huy     | Sachsen-Anhalt         | 125      | 09/27             | 330×20                | 51° 59′ 12″ N, 10° 58′ 7″ O  |
| Dolmar                    | Kühndorf               | Thüringen              | 510      | 04/22             | 400×20                | 50° 36′ 45″ N, 10° 28′ 22″ O |
| Dorstadt                  | Dorstadt               | Niedersachsen          | 107      | 10/28             | 370×15                | 52° 6′ 0″ N, 10° 33′ 5″ O    |
| Drensteinfurt             | Drensteinfurt          | Nordrhein-Westfalen    | 68       | 02/20             | 340×20                | 51° 46′ 2″ N, 7° 44′ 49″ O   |
| Eimbeckhausen             | Eimbeckhausen          | Niedersachsen          | 165      | 09/27             | 300×15                | 52° 13′ 33″ N, 9° 25′ 32″ O  |
| Erkelenz-Kückhoven        | Kückhoven              | Nordrhein-Westfalen    | 86       | 16/34             | 450×20                | 51° 3′ 52″ N, 6° 21′ 33″ O   |
| Ernzen                    | Ernzen                 | Rheinland-Pfalz        | 345      | 06/24             | 600×20                | 49° 49′ 45″ N, 6° 26′ 9″ O   |
| Everswinkel               | Everswinkel            | Nordrhein-Westfalen    | 56       | 07/25             | 230×15                | 51° 53′ 4″ N, 7° 50′ 17″ O   |
| Freyenstein               | Freyenstein            | Brandenburg            | 94       | 15/33             | 200×30                | 53° 16′ 32″ N, 12° 21′ 57″ O |
| Geilsheim                 | Geilsheim              | Bayern                 | 477      | 09/27             | 375×20                | 49° 1′ 28″ N, 10° 39′ 33″ O  |
| Gersdorf                  | Gersdorf               | Bayern                 | 550      | 08/26             | 200×20                | 49° 1′ 55″ N, 11° 8′ 28″ O   |
| Göpfersdorf               | Göpfersdorf            | Thüringen              | 291      | 07/25             | 400×15                | 50° 54′ 49″ N, 12° 36′ 40″ O |
| Gössenheim                | Gössenheim             | Bayern                 | 227      | 10/28             | 360×20                | 50° 1′ 42″ N, 9° 46′ 22″ O   |
| Günching                  | Günching               | Bayern                 | 548      | 06/24             | 430×25                | 49° 16′ 7″ N, 11° 34′ 28″ O  |
| Hain                      | Hain                   | Thüringen              | 265      | 11/29             | 530×20                | 51° 26′ 15″ N, 10° 46′ 28″ O |
| Hasselfelde               | Hasselfelde            | Sachsen-Anhalt         | 501      | 08/26             | 510×20                | 51° 42′ 16″ N, 10° 52′ 31″ O |
| Heinsberg-Aphoven         | Aphoven                | Nordrhein-Westfalen    | 66       | 13/31             | 280×30                | 51° 3′ 2″ N, 6° 3′ 15″ O     |
| Hinterweiler              | Hinterweiler           | Rheinland-Pfalz        | 608      | 06/24             | 270×20                | 50° 14′ 47″ N, 6° 45′ 22″ O  |
| Hohebach                  | Hohebach               | Baden-Württemberg      | 400      | 15/33 06/24       | 290×15 230×15         | 49° 21′ 14″ N, 9° 42′ 52″ O  |
| Hoppensen                 | Hoppensen              | Niedersachsen          | 170      | 07/25             | 325×15                | 51° 47′ 11″ N, 9° 45′ 19″ O  |
| Hoym                      | Hoym                   | Sachsen-Anhalt         | 144      | 10/28             | 340×30                | 51° 46′ 41″ N, 11° 17′ 8″ O  |
| Ippesheim                 | Ippesheim              | Bayern                 | 297      | 10/28             | 350×30                | 49° 36′ 41″ N, 10° 13′ 33″ O |
| Kerken                    | Kerken                 | Nordrhein-Westfalen    | 35       | 02/20             | 270×60                | 51° 26′ 20″ N, 6° 26′ 43″ O  |
| Kleinhartpenning          | Holzkirchen            | Bayern                 | 720      | 07/25             | 305×50                | 47° 51′ 6″ N, 11° 39′ 58″ O  |
| Kleinkoschen              | Kleinkoschen           | Brandenburg            | 106      | 06/24 15/33       | 370×30 405×30         | 51° 30′ 47″ N, 14° 4′ 50″ O  |
| Kremmen OT Hohenbruch     | Hohenbruch             | Brandenburg            | 37       | 14/32             | 360×30                | 52° 47′ 43″ N, 13° 6′ 16″ O  |
| Kunrau/Jahrstedt          | Kunrau                 | Sachsen-Anhalt         | 66       | 08/26             | 400×30                | 52° 34′ 3″ N, 10° 59′ 47″ O  |
| Lauterbach-Wallenrod      | Wallenrod              | Hessen                 | 400      | 03/21             | 180×15                | 50° 39′ 54″ N, 9° 18′ 54″ O  |
| Lebach-La Motte           | Lebach                 | Saarland               | 212      | n. a.             | 20 ⌀                  | 49° 24′ 32″ N, 6° 53′ 7″ O   |
| Linnich-Boslar            | Boslar                 | Nordrhein-Westfalen    | 104      | 06/24             | 385×20                | 50° 57′ 45″ N, 6° 20′ 11″ O  |
| Locktow                   | Locktow                | Brandenburg            | 65       | 11/29             | 400×30                | 52° 7′ 0″ N, 12° 42′ 34″ O   |
| Magolsheim                | Magolsheim             | Baden-Württemberg      | 768      | 09/27             | 250×15                | 48° 24′ 21″ N, 9° 37′ 19″ O  |
| Meckenheim                | Meckenheim             | Rheinland-Pfalz        | 126      | n. a.             | 60 ⌀                  | 49° 22′ 45″ N, 8° 12′ 30″ O  |
| Mellenthin                | Mellenthin             | Mecklenburg-Vorpommern | 20       | 12/30             | 750×30                | 53° 55′ 3″ N, 14° 2′ 10″ O   |
| Mittelfischach            | Obersontheim           | Baden-Württemberg      | 385      | 15/33 16/34       | 500×30 390×30         | 49° 2′ 0″ N, 9° 52′ 21″ O    |
| Möckern                   | Möckern                | Sachsen-Anhalt         | 73       | 17/35             | 870×20                | 52° 10′ 37″ N, 11° 55′ 45″ O |
| Mohorn                    | Mohorn                 | Sachsen                | 358      | 04/22             | 340×20                | 50° 59′ 53″ N, 13° 26′ 48″ O |
| Morbach                   | Großerlach             | Baden-Württemberg      | 495      | 09/27             | 432×20                | 49° 2′ 1″ N, 9° 35′ 28″ O    |
| Morschenich               | Bürgewald              | Nordrhein-Westfalen    | 106      | 07/25             | 350×20                | 50° 52′ 23″ N, 6° 33′ 10″ O  |
| Nittenau-Bruck            | Nittenau               | Bayern                 | 354      | 01/19             | 554×15                | 49° 13′ 25″ N, 12° 17′ 53″ O |
| Oberrot                   | Oberrot                | Baden-Württemberg      | 480      | 09/27             | 250×25                | 49° 0′ 37″ N, 9° 38′ 26″ O   |
| Ohlsbach                  | Ohlsbach               | Baden-Württemberg      | 160      | 16/34             | 230×20                | 48° 26′ 5″ N, 7° 58′ 22″ O   |
| Paradiek                  | Diepholz               | Niedersachsen          | 40       | 09/27             | 650×25                | 52° 40′ 5″ N, 8° 19′ 17″ O   |
| Peiting                   | Peiting                | Bayern                 | 745      | 06/24             | 305×25                | 47° 45′ 30″ N, 10° 54′ 30″ O |
| Pilsach-Auf der Heid      | Pilsach                | Bayern                 | 572      | 08/26             | 300×18                | 49° 21′ 7″ N, 11° 29′ 19″ O  |
| Plötzin                   | Plötzin                | Brandenburg            | 50       | 08/26             | 300×18                | 52° 21′ 21″ N, 12° 49′ 27″ O |
| Pretzschendorf            | Pretzschendorf         | Sachsen                | 491      | 06/24             | 450×30                | 50° 53′ 2″ N, 13° 31′ 48″ O  |
| Roggenhagen               | Brunn                  | Mecklenburg-Vorpommern | 47       | 12/30             | 520×30                | 53° 40′ 18″ N, 13° 24′ 1″ O  |
| Roßberg                   | Nußbach                | Rheinland-Pfalz        | 425      | 06/24             | 400×15                | 49° 38′ 32″ N, 7° 41′ 0″ O   |
| Sauldorf-Boll             | Boll                   | Baden-Württemberg      | 663      | 05/23             | 520×20                | 47° 57′ 20″ N, 9° 1′ 47″ O   |
| Schwaigern-Stetten        | Stetten am Heuchelberg | Baden-Württemberg      | 230      | 08/26             | 330×15                | 49° 8′ 30″ N, 8° 59′ 15″ O   |
| Schwarzenbach-Bostalsee   | Schwarzenbach          | Saarland               | 501      | 05/23             | 410×20                | 49° 35′ 32″ N, 7° 1′ 54″ O   |
| Sengenthal                | Sengenthal             | Bayern                 | 439      | 12/30             | 250×20                | 49° 13′ 0″ N, 11° 24′ 6″ O   |
| Straßham                  | Forstern               | Bayern                 | 515      | 03/21             | 400×30                | 48° 10′ 47″ N, 11° 55′ 38″ O |
| Sulz                      | Sulz am Neckar         | Baden-Württemberg      | 540      | 04/22             | 310×30                | 48° 20′ 45″ N, 8° 38′ 16″ O  |
| Teldau                    | Teldau                 | Mecklenburg-Vorpommern | 8        | 03/21             | 450×40                | 53° 19′ 41″ N, 10° 49′ 57″ O |
| Uehrde                    | Uehrde                 | Niedersachsen          | 136      | 09/27             | 266×15                | 52° 6′ 3″ N, 10° 44′ 17″ O   |
| Unterschneidheim-Walxheim | Walxheim               | Baden-Württemberg      | 515      | 09/27             | 300×35                | 48° 57′ 13″ N, 10° 19′ 25″ O |
| Unterschwaningen          | Unterschwaningen       | Bayern                 | 475      | 07/25             | 350×25                | 49° 5′ 15″ N, 10° 38′ 10″ O  |
| Vettweiß-Soller           | Soller                 | Nordrhein-Westfalen    | 160      | 14/32             | 360×20                | 50° 44′ 51″ N, 6° 34′ 1″ O   |
| Waltrop                   | Waltrop                | Nordrhein-Westfalen    | 49       | 12/30             | 350×20                | 51° 38′ 27″ N, 7° 25′ 32″ O  |
| Wasentegernbach           | Wasentegernbach        | Bayern                 | 457      | 06/24             | 280×20                | 48° 16′ 25″ N, 12° 13′ 10″ O |
| Weilerswist               | Weilerswist            | Nordrhein-Westfalen    | 136      | 04/22             | 500×20                | 50° 43′ 9″ N, 6° 50′ 59″ O   |
| Wertheim                  | Wertheim               | Baden-Württemberg      | 305      | 07/25             | 315×20                | 49° 43′ 35″ N, 9° 30′ 24″ O  |